# Szakulica
Szakulica (macedónul: Сакулица) település Észak-Macedóniában, a Északkeleti körzetben, Kratovo községben.

## Népesség
| Lakosok száma | 724  | 838  | 777  | 660  | 390  | 269  | 235  | 177  | 95   |
|               | 1948 | 1953 | 1961 | 1971 | 1981 | 1991 | 1994 | 2002 | 2021 |

- 2002-ben 171 lakosa volt, akik mindannyian macedónok.